# جنگ‌های استقلال آمریکا از اسپانیا
جنگ‌های استقلال آمریکا از اسپانیا (به انگلیسی: Spanish American wars of independence) در مقابله با قوانین اسپانیایی در اوایل قرن نوزدهم رخ داد. پس از حمله فرانسه به اسپانیا در جریان جنگ‌های اروپایی ناپلئون بناپارت، درگیری با شوراهای نظارتی کوتاه مدت که در شوکیساکا و کیتو تأسیس شده بودند، در مخالفت با تشکیل شورای نظامی مرکزی شروع شد. پس از سقوط شورای نظامی به دلیل تهاجم فرانسه، چند شورای جدید در مناطق اسپانیایی در آمریکا ایجاد گردید. این درگیری‌ها میان مستعمرات و اسپانیا در فاصله زمانی حدود یک دهه منجر به به‌وجود آمدن یک سری از دولت‌های مستقل مدرن شد که از آرژانتین و شیلی در جنوب تا مکزیک در شمال گسترش داشت. در سال ۱۸۳۳، تنها دو ایالت کوبا و پورتوریکو پس از مرگ پادشاه فردیناند هفتم تحت حکومت اسپانیا باقی ماندند. تسلط اسپانیا از این جزایر تا زمانی که اسپانیا توسط ایالات متحده آمریکا در طی جنگ اسپانیا و آمریکا سال ۱۸۹۸ شکست خورد، ادامه یافت.